# Hyksos
De Hyksos waren Aziatische, voornamelijk Semitische, bevolkingsgroepen uit Klein-Azië die rond 1720 v.Chr. Egypte binnenvielen. Hiermee kwam een einde aan het Middenrijk (ca. 2134-1720 v.Chr.). Zij heersten korte tijd over vrijwel geheel Egypte, maar verloren al snel de controle in het zuiden. Zij heersten meer dan 100 jaar over Neder-Egypte, voornamelijk vanuit Avaris in de Nijldelta. Aan hun overheersing kwam rond 1550 v.Chr. een einde door de zuidelijke farao Ahmose I.
In de lijsten van Manetho zijn er drie Hyksos-dynastieën, de 14e, de 15e en de 16e dynastie.

## Afkomst

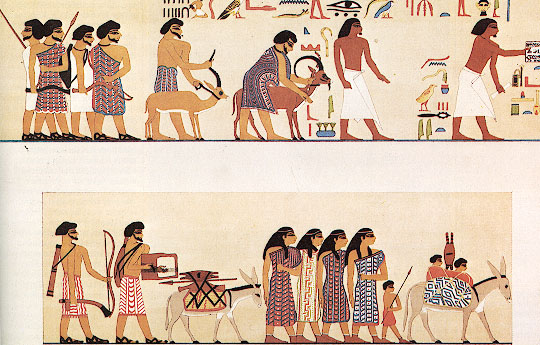
Aziaten trekken Egypte binnen, ca. 1900 v.Chr., graf van Chnoemhotep II in Beni Hassan.

De term "Hyksos" is afkomstig van het Egyptische Hekaoe-chasoet of 'heersers van de vreemde landen'. Manetho, die leefde in de derde eeuw v.Chr., duidde hen aan als herderskoningen, een verkeerde vertaling van Hekaoe-chasoet. Daarnaast werden ze ook aangeduid als amoe, wat Aziaten betekent. De naam kan niet als een puur etnische of culturele entiteit gelden. De Hyksos spraken waarschijnlijk Semitische talen, wat het onderzoek op hun namen (zoals. Joam, of Jakbaal) bevestigt. Ze waren samengesteld uit verschillende bevolkingsgroepen en waren vooral van Semitische origine. Veel gebruiken van de Hyksos komen uit de Kanaänitische beschaving. Hun aanvoerders waren afkomstig uit Hettietisch gebied in Klein-Azië en zij waren in beweging gekomen door het binnendringen van deze Indo-Europeanen. Onder hen bevonden zich ook de Hapiru, al waren die mogelijk reeds eerder in groten getale naar Egypte gekomen. De Franse archeoloog Pierre Montet identificeerde Sân el Hagar als het Raämses van de Bijbel, een van twee voorraadsteden door de Hapiru voor de farao gebouwd.
Sommige archeologen beschouwen Hyksos en Hurrieten als een en hetzelfde volk.

## Invasie
Als we Manetho moeten geloven was de invasie van de Hyksos een zeer gewelddadige, waarbij de Hyksos erg wreed optraden tegen de Egyptische bevolking. Tegenwoordig is men echter zeer sceptisch hiertegen, mede doordat Manetho veel later schreef, in de derde eeuw v.Chr., en er van hem enkel citaten zijn overgeleverd, onder andere in de werken van Flavius Josephus.
Waarschijnlijk waren de Hyksos aanvankelijk vreedzaam het rijk binnengesijpeld mede doordat de koninklijke macht afnam in de 18e eeuw v.Chr. en het daardoor gemakkelijker was om de delta binnen te dringen. Zij kwamen als Aziaten uit het oosten met een nieuw soort boog en strijdwagens getrokken door paarden, onbekend voor de Egyptenaren. Rond 1730 v.Chr. moet er toch een invasie of in ieder geval een machtsgreep hebben plaatsgevonden waarbij ze een sterk rijk stichtten in de Nijldelta met als hoofdstad Avaris. Ze controleerden aanvankelijk het Egyptische rijk tot de eerste cataract, maar verloren al snel de controle in het zuiden, waar een heroveringspolitiek begon.

## Hyksos-regering

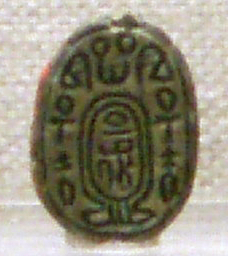
Scarabee met de naam Apophis erop

Op een of andere manier hadden de Hyksosprinsen macht over de welvarende steden van Palestina. Aziaten (Hyksos) bereikten rond 1700 v.Chr. hoge posities aan het Egyptisch hof. Volgens de Bijbelse chronologie speelde de verhalen rond Jozef zich rond deze periode af. In 1640 v.Chr. werd door de Hyksos de 13e dynastie van Egypte omvergeworpen en stichtten zij Avaris als hun hoofdstad. Tot aan het dichtslibben van een Nijlarm in 1200 v.Chr. was Avaris een stadscomplex met haven (Tell el-Dab'a en Khatana-Qantir). Volgens Manetho hielden zij bij Avaris een garnizoen van 240.000 manschappen.
In Thebe bereidden ondertussen Egyptische heersers een onafhankelijk leger om de Hyksos te verdrijven.
Geleidelijk namen ze de Egyptische cultuur over: ze namen het schrift, de titulatuur en de godsdienst over. Belangrijk is hun verering van Seth en de introductie van Astarte en Anat, twee godinnen van Syro-Palestijnse origine.
Ze stonden in tegenstelling tot de Egyptenaren vrij open voor andere gebieden en hun handelsrelaties reikten erg ver. Ze hadden goed contact met de Minoïsche beschaving wat we kunnen zien in de Minoïsche muurschilderingen in het paleis van Avaris. Ook hadden ze waarschijnlijk een alliantie met de koningen van Kerma in Koesj tegen het zuidelijke rijk van Thebe.

## Einde van de Hyksos
In Thebe bereidden Egyptische heersers een onafhankelijk leger om de Hyksos te verdrijven.
De Thebaanse dynastie werd steeds sterker, mede doordat gebruik gemaakt werd van de nieuwe technologie, zoals strijdwagens en cavalerie. Deze technologie was middels de Hyksos nu ook tot in het uiterste zuiden was doorgedrongen. Onder Seqenenra Taa II begon de strijd tegen de Hyksos, maar hij sneuvelde mogelijk in een veldslag. Dit werd mogelijk beschreven in De twist tussen Apophis en Seknenre.
Zijn zoon Kamose is echter de grote heroveraar. Kamose uit Thebe richtte een grote aanval op Hyksoskoning Apofis. Koningin Ahhotep, moeder van Kamose, bracht het volk voor de strijd bijeen en kreeg daarvoor militair eerbetoon en drie gouden vliegen cadeau. Kamose slaagde erin het grootste deel van Egypte te heroveren. Enkel Avaris bleef toen nog in handen van Apepi. In 1567 v.Chr. hield Ahmose I, broer en opvolger van Kamose, onder koningin regentes Ahhotep de druk vol en belegerde Avaris zelf. Hij slaagde erin om de stad in te nemen en de Hyksos uit Egypte te verdrijven. Hij achtervolgde de verslagen Hyksos nog tot in Retjenu, nu de Levant genoemd. Daarna vestigde hij de 18e dynastie van Egypte.
Dit gebeurde na meer dan een eeuw bloeitijd voor de Semitische immigranten. Maar nog in 1468 v.Chr. toen Thoetmosis III slag bij Megiddo leverde, gebeurde dit tegen een alliantie van vorsten aldaar die voornamelijk uit afstammelingen van de verdreven Hyksos bestond. Deze gebeurtenis wordt herdacht op de 7e pyloon van de Amon-Re tempel van Karnak.

## De rol van Ahmose

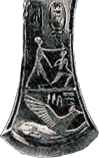
Ahmose I treft een Hyksos met zijn bijl.

Hoewel Ahmose I minder bekend is bij het grote publiek, was hij niet minder belangrijk voor zijn tijd. Ahmose was namelijk de stichter van de 18e dynastie. Het was Ahmose die Egypte bevrijdde van de Hyksos die op dat moment Egypte bezetten. Door onderzoek aan de zeer goed geconserveerde mummie van Ahmose is gebleken dat hij op ongeveer 35-jarige leeftijd is overleden.
Al vroeg stond Ahmose aan het hoofd van het land. Zijn vader Seqenenra Taa II en zijn broer Kamose waren al vroeg overleden. Het is heel waarschijnlijk dat de beginjaren van zijn regering samen met die van zijn moeder Ahhotep plaatsvonden.
De Hyksos wonnen in het begin flink terrein door de verovering van Heliopolis, maar binnen tien jaar zou Ahmose hard terugslaan. Hij zette de aanval in op Avaris, de hoofdstad van die tijd. Op verschillende plaatsen (in de tombe van Ahmose Pennekheb en Ahmose, zoon van Abana, een marineofficier) zijn verwijzingen gevonden naar langdurige veldslagen. Uiteindelijk zou het ongeveer 3 tot 5 jaar duren voordat Ahmose de Hyksos had verdreven uit Egypte. Dat het nog zo lang geduurd heeft, heeft waarschijnlijk te maken met de opstanden die neergeslagen dienden te worden. Hierna volgde een aanval op het Palestijns fort Sharuhen, een slag die zes jaar duurde. Het resultaat was wel dat nu Egypte Hyksos-vrij was.
Ahmose had echter nog grotere plannen en richtte vervolgens zijn vizier op Nubië. Hij trok op tot het tweede cataract en stichtte een nieuw centrum. Aan het hoofd van dit centrum plaatste hij een onderkoning: Djehuty. Onderwijl vielen in het noorden de Hyksos met een aantal bondgenoten Egypte weer aan. De moeder van Ahmose pareerde de aanval en ontving hiervoor het ereteken van de gouden vlieg: een onderscheiding voor getoonde moed. Dit ereteken werd later gevonden op haar nog intacte mummie te Thebe. Na de Nubië-campagne ging Ahmose in zijn 22e regeringsjaar terug naar Palestina en vocht zich een weg tot aan de Eufraat; aldus een stèle van Thoetmosis I.